# IAAF Race Walking Challenge Taicang 2016
IAAF Race Walking Challenge Taicang – zawody lekkoatletyczne w chodzie sportowym, które odbyły się 23 kwietnia w Taicang w Chinach. Impreza była kolejną odsłoną cyklu IAAF Race Walking Challenge w sezonie 2016.

## Rezultaty

### Mężczyźni
| Konkurencja:  | 1. miejsce  | Rezultat | 2. miejsce  | Rezultat    | 3. miejsce        | Rezultat |
| Chód na 20 km | Pedro Gómez | 1:20:52  | Isaac Palma | 1:20:54 =PB | Perseus Karlström | 1:21:03  |

### Kobiety
| Konkurencja:  | 1. miejsce   | Rezultat | 2. miejsce | Rezultat | 3. miejsce        | Rezultat |
| Chód na 20 km | Wang Yingliu | 1:30:51  | Xie Lijuan | 1:32:19  | Viktória Madarász | 1:32:33  |